# Juniorska ABA Liga 2018-2019
La Juniorska ABA Liga 2018-2019 è stata la 2ª edizione della Lega Adriatica U-19. La vittoria del torneo fu appannaggio dei croati del Cibona Zagabria, sui serbi della Stella Rossa.

## Squadre partecipanti
Serbia
- Mega Belgrado
- Partizan
- Stella Rossa

 Croazia
- Cedevita Junior
- Cibona Zagabria
- Zara

 Montenegro
- Budućnost
- Mornar Bar

 Slovenia
- Krka Novo mesto
- Olimpija Lubiana

 Bosnia ed Erzegovina
- Igokea

 Macedonia del Nord
- MZT Skopje

## Premi e riconoscimenti
- Juniorska ABA Liga MVP:  Roko Prkačin,  Cibona Zagabria[1]
- Quintetto ideale:[1]
  -  Roko Prkačin,  Cibona Zagabria
  -  Rok Radović,  Cedevita Junior
  -  Dalibor Ilić,  Igokea
  -  Bojan Tomašević,  Stella Rossa
  -  Sandro Rašić,  Cibona Zagabria